# Geometria quântica
Em física teórica, geometria quântica é o conjunto de novos conceitos matemáticos generalizando os conceitos de geometria cujo entendimento é necessário para descrever os fenômenos físicos em distâncias de escala extremamente pequena (comparáveis ao comprimento de Planck (vide frequencia e tempo de Planck). Nestas distâncias, a mecânica quântica tem profundo efeito sobre a física.